# デキストリンデキストラナーゼ
デキストリンデキストラナーゼ(Dextrin dextranase、EC 2.4.1.2)は、以下の化学反応を触媒する酵素である。
(1,4-α-D-グルコシル)n + (1,6-α-D-グルコシル)m{\displaystyle \rightleftharpoons }(1,4-α-D-グルコシル)n-1 + (1,6-α-D-グルコシル)m+1
従って、この酵素の2つの基質は(1,4-α-D-グルコシル)nと(1,6-α-D-グルコシル)n、2つの生成物は(1,4-α-D-グルコシル)n-1と(1,6-α-D-グルコシル)m+1である。
この酵素は、グリコシルトランスフェラーゼ、特にヘキソシルトランスフェラーゼに分類される。系統名は、1,4-α-D-グルカン:1,6-α-D-グルカン 6-α-D-グルコシルトランスフェラーゼである。その他よく用いられる名前に、dextrin 6-glucosyltransferase、dextran dextrinase等がある。